# Prättäkitti
Prättäkitti (también Rättäkitti) era una adivina o bruja finlandesa de la casa de Manninen, Loimaa (actual Ypäjä). Se dice que los poderes mágicos de Prättäkitti provienen del hecho de que cuando nació, su partera era una bruja.

## Biografía
No se puede verificar casi nada de lo relacionado con la vida de Prättäkitti y todo está abierto a debate. Se sospecha que vivió en algún momento del siglo XVII, pero también se la ha relacionado con Ulriikka Justiina, una ama de casa del mismo domicilio en el siglo XIX.
Se dice que era originaria de Nousiainen. Según se cuenta, un granjero terrateniente, Teppo de Manninen, la vio remando en un bote mientras visitaba Turku y decidió pedirle su mano en matrimonio.
También hay múltiples historias sobre las habilidades adivinatorias de Prättäkitti. Además, se dice que practicaba brujería y, se dice, que fue juzgada por ello.
Algunas de las profecías de Prättäkitti profetizó incluyen:
- El incendio de la iglesia de Loimaa Proper en 1888: se rumorea que Prättäkitti dijo que la iglesia permanecería en pie durante 50 años y luego se quemaría.
- "El cinturón de hierro que rodea al mundo": también conocido como el ferrocarril. También previó que sería utilizado por "un carro de hierro sin caballo que lo tire", es decir, el tren.
- La urbanización de Välimetsä, Peltoinen: esta zona estaba generalmente deshabitada hasta que se completó la construcción del ferrocarril Turku-Toijala en 1876.

Además, existe una historia que cuenta que la ama de casa de la familia Pytty fue a Prättäkitti y le dijo que alguien le había robado dinero. Ella preguntó si sería posible lanzar un hechizo y convertir al ladrón en un lobo. Prättäkitti obedeció. Cuando la mujer llegó a casa descubrió que el ladrón era su propio hijo, Yrjä, quien le había robado el dinero y ahora se había convertido en lobo. Algunos afirman que el niño volvió a su forma humana, pero le quedó un muñón en forma de cola, lo que le hizo difícil volver a sentarse correctamente.
Igualmente, hay dos historias sobre cómo Prättäkitti utilizó una piedra de molino para cruzar un río. El primero afirma que Prättäkitti y su hijo no tenían forma de cruzar el río Loimijoki hasta que vieron una antigua piedra de molino. Prättäkitti le ordenó a su hijo que no mirara hacia atrás mientras cruzaba el río o de lo contrario le sucedería un gran daño. El hijo terminó mirando y se ahogó al caer con la piedra al río. La segunda historia afirma que Prättäkitti había sido juzgada por practicar brujería y sentenciada a ser ahogada con una piedra de molino. Una vez que fue arrojada a un lago, no se hundió sino que navegó hasta la orilla opuesta encima de la piedra.
Finalmente, hay varios relatos sobre la muerte y el entierro de Prättäkitti. Un tema recurrente es que el ataúd era muy pesado. Una historia cuenta que cuando la gente miró dentro del ataúd, encontraron allí una serpiente. Otros dicen que el ataúd voló hacia un árbol.

## Legado
El Día Anual del Prättäkitti (Prättäkittipäivä en finés) se celebra en Loimaa a finales de febrero o principios de marzo. Está organizado por la organización de mujeres empresarias de Loimaa y el periódico local Loimaan Lehti. Durante el día, uno de los dueños de los negocios organizadores es seleccionado para disfrazarse de bruja y los productos de los negocios está rebajados.